# Heartless
Heartless – drugi singel Kanye Westa, pochodzący z jego albumu 808s & Heartbreak. Został wydany cyfrowo 4 listopada 2008 roku i zawiera sampel utworu "Ammonia Avenue" Alan Parsons Project. Piosenka zadebiutowała na miejscu 4. Billboard Hot 100, a ostatecznie osiągnęła 2. pozycję. Uplasowała się również na szczycie Hot Rap Tracks. Bardzo wielu artystów nagrało covery "Heartless", a autorami najpopularniejszych jest zespół The Fray oraz Kris Allen, zwycięzca 8. edycji Amerykańskiego Idola.
Singel sprzedał się w Stanach Zjednoczonych w ponad 3 milionach kopii i pokrył się dwukrotną platyną.

## Oryginalna wersja Kanye Westa
Piosenka została po raz pierwszy wykonana podczas koncertu kampanii ONE w trakcie Narodowej Konwencji Demokratów 2008 w Denver. Poza tym Kanye pojawił się gościnnie na koncercie rapera T.I. w Key Club w Los Angeles, gdzie wykonał "Heartless" i zapowiedział, iż zostanie wydana jako singel. 12 października 2008 roku do Internetu wyciekł fragment utworu, a 15 października cała, niewyedytowana wersja została opublikowana na oficjalnej stronie Westa. 4 listopada "Heartless" miał premierę w iTunes, a 8 listopada Kanye umieścił na oficjalnym blogu jego albumową wersję oraz link umożliwiający darmowe pobranie singla.

### Osiągnięcia na listach
"Heartless" zadebiutowała na 4. miejscu Billboard Hot 100, rozchodząc się w pierwszym tygodniu w Stanach Zjednoczonych w 201.000 kopii. Był to tym samym drugi najwyższy debiut Kanye'a na liście. Piosenka przez dwa miesiące utrzymywała się na granicy pierwszej dziesiątki, aż awansowała na pozycję 3. w połowie lutego. Tym samym 808s & Heartbreak był pierwszym albumem Westa, z którego dwa single zajęły miejsca w czołowej piątce. Singel uplasował się również na pozycjach 4. Pop 100 i Hot R&B/Hip-Hop Songs. Zadebiutował on na miejscu 11. Hot Rap Tracks, a pod koniec stycznia awansował na 1. "Heartless" został zakupiony cyfrowo w Stanach Zjednoczonych ponad 3.000.000 razy i stał się drugim utworem Westa, który tego dokonał, po "Stronger" z 2007 roku. Kanye stał się dzięki temu szóstym artystą w historii, który tego dokonał.
W Kanadzie "Heartless" zadebiutował na miejscu 8. Canadian Hot 100, w Australii na 63, a w Wielkiej Brytanii na 45., skąd ostatecznie awansował na 10. W Nowej Zelandii singel zajął ostatecznie 7. pozycję. W Irlandii piosenka uplasowała się na miejscu 10.

### Teledysk
Teledysk "Heartless" ma formę animacji, której reżyserem jest Hype Williams. Jest ona hołdem dla filmu Ralpha Bakshiego, American Pop z 1981 roku.
Wideoklip powstał przy użyciu animacji rotoskopowej; film z udziałem ludzi został przerobiony w Hongkongu przez ponad sześćdziesięciu pięciu grafików w animację. Teledysk ukazuje na przemian Westa, który nocą przemieszcza ulice miasta oraz ujęcia różnych kobiet.

### Listy utworów
Digital download
1. "Heartless" – 3:31

CD
1. "Heartless" (wersja albumowa) – 3:31
2. "Heartless" (wersja instrumentalna) – 3:30

### Pozycje na listach
| Lista (2008/2009)                    | Pozycja |
| ------------------------------------ | ------- |
| Australian Singles Chart             | 40      |
| Austrian Singles Chart               | 57      |
| Belgian Singles Chart                | 40      |
| Canadian Hot 100                     | 8       |
| Danish Singles Chart                 | 18      |
| Dutch Singles Chart                  | 20      |
| European Hot 100 Singles             | 36      |
| German Singles Chart                 | 37      |
| Irish Singles Chart                  | 10      |
| New Zealand Singles Chart            | 6       |
| Swedish Singles Chart                | 17      |
| Swiss Singles Chart                  | 46      |
| Turkey Top 20 Chart                  | 2       |
| UK Singles Chart                     | 10      |
| UK R&B Chart                         | 2       |
| U.S. Billboard Hot 100               | 2       |
| U.S. Billboard Hot R&B/Hip-Hop Songs | 4       |
| U.S. Billboard Hot Rap Tracks        | 1       |
| U.S. Billboard Pop 100               | 4       |

## Wersja The Fray
Rockowy zespół The Fray wykonał cover "Heartless" 16 lutego 2009 roku podczas Live Lounge, segmentu radia BBC Radio 1. Po premierze tego wydania Lounge piosenka w ich wersji spotkała się z nieoczekiwaną popularnością w stacjach radiowych. Mimo iż utwór nie został wydany jako singel uplasował się na 79. miejscu Billboard Hot 100 i w sumie został zakupiony cyfrowo w Stanach Zjednoczonych ponad 125.000 razy. Jego popularność spowodowała, iż zespół postanowił wydać go jako singel. W odpowiedzi na prośby fanów singel stał się również dostępny w formie digital download w Wielkiej Brytanii 14 września 2009 roku. Poza tym "Heartless" w wersji na żywo znalazł się na specjalnej wersji iTunes albumu Live from SoHo.

### Teledysk
Teledysk "Heartless" w wykonaniu The Fray miał premierę we wrześniu 2009 roku. Ukazuje on klasę pełną uczniów, jednak koncentruje się na jednym chłopcu. Obserwuje on dziewczynę, podczas gdy w leżącym przed nim zeszycie pojawiają się różne rysunki. Najważniejsze z nich to obrazek przemieszczającego się serca oraz zespołu wykonującego utwór. Wśród rysunków pojawia się również postać Kanye Westa. Ostatecznie obrazy zaczynają obejmować również klasę, formując wzór wokół dziewczyny. Stanowi ona bowiem osobę bez serca (ang. heartless), która krzywdzi chłopca.

### Pozycje na listach
| Lista (2008/2009)                 | Pozycja |
| --------------------------------- | ------- |
| U.S. Billboard Hot 100            | 79      |
| U.S. Billboard Modern Rock Tracks | 25      |
| U.S. Billboard Rock Songs         | 26      |